# Wanderarbeiter

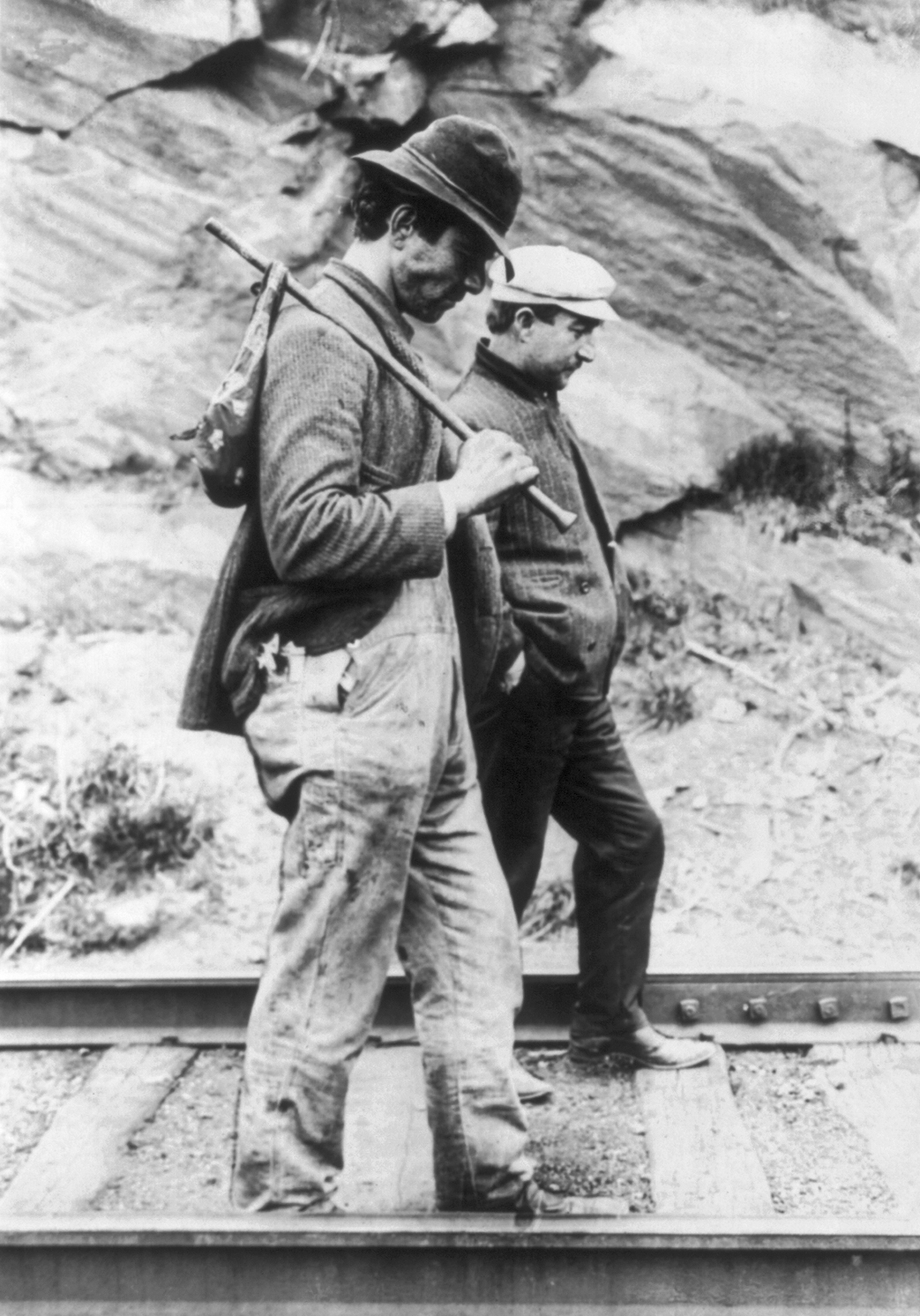
Wanderarbeiter in den Vereinigten Staaten

Wanderarbeiter sind Erwerbspersonen, die ihren Arbeitsplatz weit entfernt von ihrem Wohnort aufsuchen müssen. Als landwirtschaftliche Erntehelfer wandern sie je nach Erntesaison der jeweiligen Gemüse- und Obstarten von einer Region weiter zur nächsten Region und hausen (in Südeuropa) meist in provisorischen Behausungen.
In einem engeren Wortsinn werden damit auch Personen bezeichnet, die zur Arbeitsaufnahme ihr Herkunftsland verlassen (haben) bzw. ihren Wohnsitz ins Ausland verlegen (verlegt haben) und zum Arbeiten in ihr Herkunftsland als Grenzgänger einpendeln.

## Definitionen

### Internationale Konvention zum Schutz der Rechte aller Wanderarbeitnehmer und ihrer Familienangehörigen
Im Sinne der Internationalen Konvention zum Schutz der Rechte aller Wanderarbeitnehmer und ihrer Familienangehörigen vom 18. Dezember 1990 ist ein „Wanderarbeitnehmer“ eine Person, die „in einem Staat, dessen Staatsangehörigkeit sie nicht hat, eine Tätigkeit gegen Entgelt ausüben wird, ausübt oder ausgeübt hat.“. Dazu gehören
- Grenzgänger,
- Saisonarbeitnehmer,
- Seeleute,
- Arbeitnehmer auf einer Offshore-Anlage,
- reisende Arbeitnehmer,
- projektgebundene Arbeitnehmer,
- für eine bestimmte Beschäftigung zugelassene Arbeitnehmer und
- Selbstständige,
- aber auch irregulär Aufhältige und Schwarzarbeiter.[5]

### Internationale Organisation für Migration
Nach einer Definition der Internationalen Organisation für Migration (IOM) umfasst der Begriff Wanderarbeiter Arbeitsmigranten, Werkvertragsarbeitnehmer, Saisonarbeitskräfte, Grenzgänger, aber auch illegal beschäftigte Arbeitnehmer, solange sie sich für die Dauer der Beschäftigung am Arbeitsort aufhalten.

### Europäischer Verein für Wanderarbeiterfragen
Nach der Definition des Europäischen Vereins für Wanderarbeiterfragen sind weder die nach den traditionellen handwerklichen Zunftordnungen „fremdreisenden rechtschaffenen Gesellen“ noch Migranten gemeint, die meist mitsamt Familie auf Dauer ihr Heimatland verlassen, sondern solche Arbeitnehmer, die ihre familiäre Anbindung im Heimatland behalten und mehr oder weniger oft von den ausländischen Arbeitsstellen nach Hause zurückkehren.

### China
Für China definiert sich der Begriff mit Bezug auf das Hukou-System der registrierten Wohnsitze, an das öffentliche Dienste wie Kinderbetreuung, Gesundheitsversorgung oder der Zugang zu Bildung geknüpft ist. Das System diente dazu, die Besiedelung der Städte zu steuern. Wanderarbeiter sind demnach jene Chinesen, die sich entschieden, außerhalb des für sie registrierten Bezirks einer Arbeit nachzugehen. Ihre Zahl wurde in China 2007 auf etwa 250 Millionen geschätzt, 2015 auf 277 Mio.

## Geschichte
In Deutschland gab es seit der Restaurationszeit für über Generationen ein stabiles unterbürgerliches Sozialmilieu, das – von sozialer Not getrieben – aus wirtschaftlich schwachen Gebieten arbeitssuchend umherzog. Sogenannte „Leutenot“ in der Landwirtschaft sowie „Arbeiternot“ in Industrie, im Straßen- und Kanalbau und in der Landwirtschaft (letzteres insbesondere in Norddeutschland) ließen seit den 1890er Jahren die Saisonwanderungen stark ansteigen. So setzte man zum Beispiel auf der Insel Fehmarn bei einer Bevölkerung von ca. 10.000 Menschen zur Erntezeit bis zu 3.500 Wanderarbeiter ein (nach Thomsen 1982). Vor dem Ersten Weltkrieg gab es 1,2 Millionen ausländische Wanderarbeiter im Deutschen Reich. Umgekehrt fanden deutsche Wanderarbeiter zum Beispiel als sogenannte Hollandgänger in den Niederlanden, in Belgien, Frankreich und der Schweiz saisonale Arbeit. Ein weiteres Beispiel waren die Sachsengänger. Solche sogenannten „Grenzgänger“ wurden von Peter Meusburger als „zwischenstaatliche Pendler, die im Inland wohnhaft und einkommenspflichtig sind, aber im Ausland unselbstständig erwerbstätig sind und täglich oder mindestens einmal wöchentlich ihren inländischen Wohnsitz aufsuchen“ definiert.
In den Vereinigten Staaten wurden meist obdachlose und umherziehende Wanderarbeiter Hobos genannt, die in wirtschaftlichen Krisenzeiten während des späten 19. Jahrhunderts nach dem Civil War und im frühen 20. Jahrhundert während der Weltwirtschaftskrise nach Arbeit als Erntehelfer, Bau- oder Waldarbeiter suchten.
Maßgeblich beeinflusst durch die britische Kolonialpolitik zu Gunsten der Industrie und des Agrarsektors im südlichen Afrika nahmen die Ausmaße der Wanderarbeit um 1900 einen beträchtlichen Umfang an. Der Premierminister Cecil John Rhodes, ein Magnat der Montanwirtschaft in der damaligen Kapkolonie, schuf 1894 mit dem Glen Grey Act ein legislatives Instrument, mit dem durch steuerliche Regelungen und einer Grundstücksvergabe ohne ausreichende wirtschaftliche Tragfähigkeit auf die schwarze Bevölkerung ein unausweichbarer Druck zur Aufnahme von Arbeit ausgeübt wurde. Auf diese Weise erhielten die prosperierenden Bergbauzentren sowie große Farmen der Briten und Buren im südlichen Afrika eine reiche Auswahl an beliebig verfügbaren Wanderarbeitern, die bis in die Apartheidepoche hinein eine feste ökonomische Größe der „weißen“ Industrie bildeten.

## Gegenwart
Laut der Internationalen Organisation für Migration wird die weltweite Anzahl von Wanderarbeitern auf rund 200 Millionen geschätzt. Sie erwartet bis zum Jahre 2050 einen jährlichen Zuwachs um 2,3 Millionen. Diese Zuwachsrate sei um 40 Prozent höher als jene zwischen den Jahren 1960 bis 2005, als jährlich etwa 1,6 Millionen Personen auf der Suche nach Arbeit die Grenzen überschritten. In Europa leben 70,6 Millionen Zuwanderer aus anderen Regionen, gefolgt von Nordamerika mit 45,1 Millionen und der Arabischen Halbinsel mit 18,8 Millionen.

### China
Einen großen Anteil der Wanderarbeiter nach o. g. Definition – also chinesischer Bürger – stellen Bauern, die in die städtischen Regionen ziehen, um von dem höheren Lebensstandard zu profitieren, und sich häufig im Hoch- und Tiefbau verdingen. Der Anteil der Facharbeiter, Ingenieure und Dienstleister nimmt jedoch zu, wiederum differenzieren eine Reihe von Bezirken die Hukou-Regeln und erlauben den offiziellen Zuzug von Neubürgern.
Für ihre Rechte ist u. a. das Ministerium für Arbeit und soziale Absicherung zuständig, und in einigen Provinzen gelten höhere Sätze beim Mindestlohn. Wiederum erfolgt die Bezahlung teilweise unpünktlich, was den Ruf nach staatlicher Kontrolle verstärkt.
Aufgrund der Finanzkrise ab 2007 hatten rund 20 Millionen Wanderarbeiter ihre Arbeitsplätze verloren, was nach behördlichen Angaben etwa 15 Prozent der insgesamt rund 130 Millionen Wanderarbeiter aus ländlichen Regionen betraf. Bis 2015 stieg die Gesamtzahl wieder auf 277 Mio.

## Literarische Bearbeitungen
- Von Mäusen und Menschen, eine Erzählung von John Steinbeck
- Früchte des Zorns, ein sozialkritischer Roman von John Steinbeck
- Das ewige Wandern, ein »Roman aus dem Zieglerleben« von Heinrich Hanke, Lippischer Heimatbund in Detmold (Lippische Heimatbücher), hrsg. 1985, ISBN 3-926311-07-X.